# Мусавенкосі Мгуні
Мусавенкосі Мгуні (англ. Musawengosi Mguni; 8 квітня 1983, Хараре, Зімбабве) — зімбабвійський футболіст, нападник кіпрського клубу «Айя Напа».

## Клубна кар'єра
Почав професійні виступи на батьківщині в клубі «Мотор Екшн». Пізніше грав в двох клубах з ПАР: «Хелленік» та «Орландо Пайретс». З 2005 по 2008 рік грав на Кіпрі за клуб «Омонія», з яким у 2005 році виграв кубок Кіпру, забивши у фіналі чудовий гол головою.
5 червня 2008 року був куплений клубом Аль-Шабаб з ОАЕ за 1,500,000 €.
17 червня 2009 року за 100.000 євро перейшов до донецького «Металурга», де він вже 16 липня в дебютній для себе грі забив на 34 хвилині перший гол за клуб в матчі Ліги Європи з білоруським МТЗ-РІПО, який закінчився перемогою донецької команди з рахунком 3-0.
Відіграв у донецькій команді півтора сезони, відзначившись за цей час 10 голами в 33 матчах чемпіонату України. На початку 2011 року прийняв запрошення керівництва грозненського «Терека», за який зіграв 20 матчів в чемпіонаті і забив 2 голи. На початку 2012 року отримав травму у матчі за збірну — розрив хрестоподібних зв'язок, через яку пропустив майже рік і більше на полі у формі «Терека» не вийшов.
В червні 2013 року повернувся в свій колишній клуб «Металург» (Донецьк). Проте за пів року через травми зіграв лише один матч в чемпіонаті і січні 2014 року залишив команду в статусі вільного агента, після чого протягом всього року був без клубу.
На початку 2015 року став гравцем кіпрського клуб «Айя Напа».

## Кар'єра в збірній
2004 року відіграв у трьох матчах збірної Зімбабве, після чого довгий час за збірну не грав. 29 лютого 2012 року зіграв свій четвертий і останній матч за збірну у відборі на КАН-2013 проти збірної Бурунді (1:2), в якому вийшов в основному складі, але на 33 хвилині через травму змушений був покинути поле

## Титули і досягнення
- Володар Кубка Кіпру (1):

«Омонія»: 2004-05
- Володар Суперкубка Кіпру (1):

«Омонія»: 2005